# Diahogna hildegardae
Diahogna hildegardae is een spinnensoort in de taxonomische indeling van de wolfspinnen (Lycosidae).
Het dier behoort tot het geslacht Diahogna. De wetenschappelijke naam van de soort werd voor het eerst geldig gepubliceerd in 2006 door Volker W. Framenau.